# Leuctra vinconi
Leuctra vinconi är en bäcksländeart som beskrevs av Ravizza, C. och Ravizza-dematteis 1993. Leuctra vinconi ingår i släktet Leuctra och familjen smalbäcksländor.

## Underarter
Arten delas in i följande underarter:
- L. v. aubertorum
- L. v. vinconi